# Монерон
46°15′14″ пн. ш. 141°13′58″ сх. д. / 46.254° пн. ш. 141.23269444444° сх. д.
Монерон (айн. Тодомошир, яп. 海馬島 Кайбато або Тодомосірі) — острів у Татарській протоці за 43 кілометри від південно-західного узбережжя Сахаліну. У 1905—1945 роках Монерон під назвою Кайбато входив до складу японського губернаторства Карафуто. Наразі острів входить до складу Невельського міського округу Сахалінської області Росії.

## Інтернет-ресурси
- Kokh, Dmitry (10 лютого 2023). Moneron: the hidden gem of Russia's far east – photo essay. The Guardian. London.